# Ali Bey al-Kabir
Pour les articles homonymes, voir Ali Bey.
Ali Bey al-Kabir, né en 1728 et mort en 1773, est un chef mamelouk, gouverneur de la province ottomane d'Égypte, qui se révolta contre le pouvoir ottoman. Il fut vaincu et tué en 1773.

## Biographie

### Ascension
Né en 1728 en Géorgie (Abkhazie), fils présumé d'un prêtre orthodoxe, il est vendu comme esclave dans l'Empire ottoman et devient mamelouk (esclave-soldat) dans la province ottomane d'Égypte ; il s'élève dans une des principales maisons mameloukes, la Qazdughliya, au moment où différentes factions militaires se disputent le pouvoir aux dépens de l'autorité ottomane. Il devient chef de la Qazdughliya et se voit reconnaître par le pouvoir ottoman le titre de bey (officier supérieur, rang moins élevé que celui de pacha). En 1760, les maisons mameloukes le reconnaissent comme shaykh al beled (maître du pays, titre honorifique). Il s'entoure de lieutenants fidèles dont le jeune Muhammad Bey Abû Dhahâb qu'il affranchit et nomme bey en 1764. En 1766, la maison d'Ali Bey est la plus importante avec 3 000 mamelouks sur les 10 000 que compte la province. Pour l'entretenir, il pressure les marchands juifs, chrétiens et étrangers. Après un bref exil en Syrie, il revient au Caire et réduit les gouverneurs ottomans à un pouvoir nominal. Entre 1767 et 1770, il concentre la puissance entre ses mains en éliminant les autres beys mamelouks. Un de ses lieutenants et futurs rivaux, Djezzar Ahmed Bey, l'abandonne alors pour se mettre sous la protection de la Sublime Porte qui lui donne un commandement en Syrie.

### Maître de l'Égypte

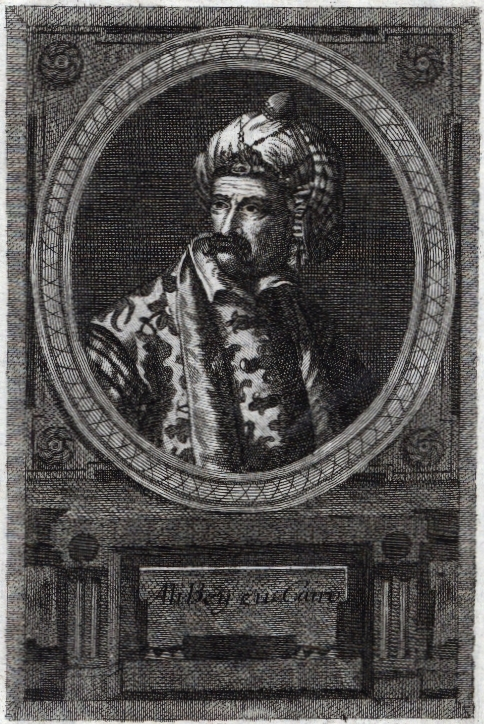
Portrait d'Ali Bey, anonyme. Bibliothèque de Trèves

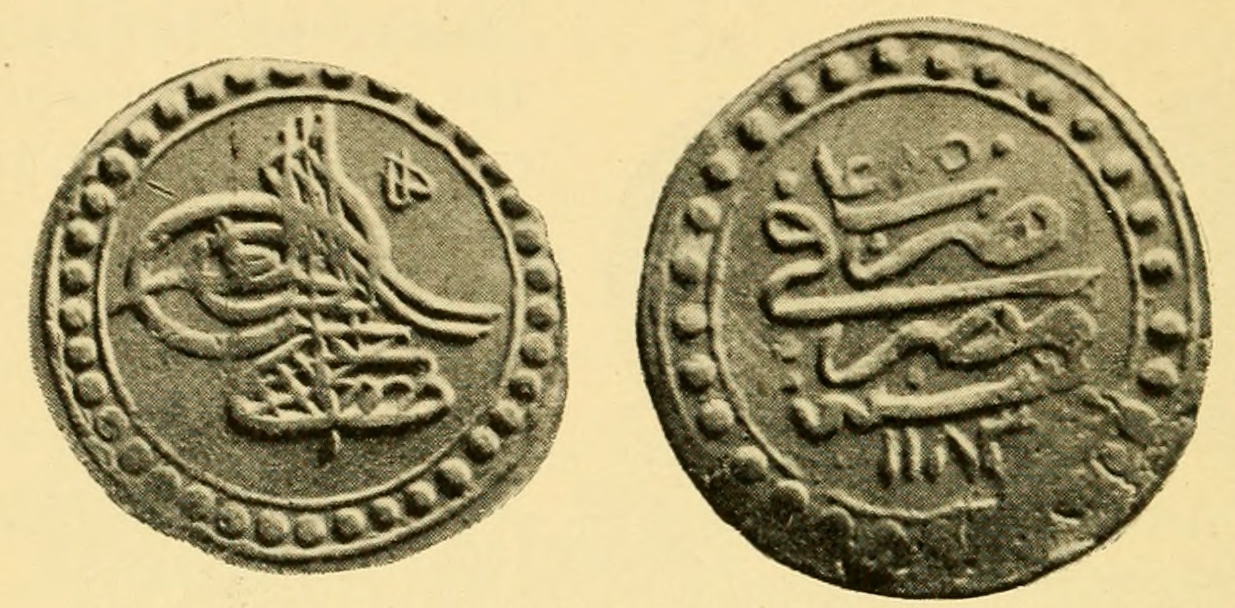
Monnaie d'argent au nom du sultan Mustafa III, frappée sous le gouvernement d'Ali Bey en 1769

En 1769, Ali Bey, maître du Caire, consolide son pouvoir en envoyant son lieutenant Abû Dhahâb (Abou Dahab) soumettre les Bédouins Hawwara, alors maîtres d'une grande partie de la Haute-Égypte. En 1768, il envoie le même Abû Dhahâb en Arabie ottomane (en) pour régler la succession du chérif de la Mecque. Une rumeur, sans doute infondée, affirme que le chérif décerne à Ali Bey le titre de sultan d'Égypte que les mamelouks n'ont plus détenu depuis 1517. En tout cas, Ali Bey empiète sur les prérogatives souveraines en faisant battre des monnaies où son nom figure à côté de celui du sultan ottoman. Il reste pourtant fidèle au pouvoir de Constantinople et lui fournit des contingents de troupes pendant la guerre russo-turque de 1768-1774.
En 1770, Ali Bey entreprend la conquête de la Palestine et de la Syrie. Il adresse une proclamation aux oulémas, aux cadis et aux autres notables syriens affirmant qu'il vient pour mettre fin à la tyrannie d'Othman Pacha al-Kurji (en), gouverneur de Damas, et rétablir la sécurité du pèlerinage de La Mecque. 
Dahir al-Umar chef de la tribu des Zaydani dans la région de Tibériade, est alors le maître d'une principauté semi-indépendante autour d'Akka. Allié d'Ali Bey depuis son exil de 1766, il lui assure de nombreux soutiens parmi les émirs chiites, maronites et druzes du Mont-Liban. Sous l'influence de son banquier chrétien, Ibrahim Sabbagh, Dahir al-Umar songe à une alliance avec la Russie. 
Ali Bey, qui se donne le titre d'Aziz Misr (le puissant d'Égypte), lève une armée importante avec des conseillers européens. Il en confie le commandement à Abû Dhahâb qui avance jusqu'à Damas. Mais celui-ci, soit par répugnance à combattre les Ottomans, soit parce que les mamelouks craignent de s'éloigner de l'Égypte, fait demi-tour et marche sur le Caire en accusant Ali Bey d'avoir trahi au profit des Russes. En 1772, Ali Bey doit fuir l'Égypte, laissant le pouvoir à Abû Dhahâb. En 1772-1773, alors que la flotte russe d'Alexeï Orlov opère en Méditerranée, Ali Bey, financé par Ibrahim Sabbagh, fait appel aux Russes, rassemble des partisans et assiège le port de Jaffa en Palestine dont il s'empare en février 1773. Il marche immédiatement sur l'Égypte pour tenter de reprendre le pouvoir mais Abû Dhahâb, faisant appel à l'union des musulmans contre un chef allié des Russes, rassemble toutes les forces égyptiennes. Ali Bey est battu et meurt de ses blessures le 8 février 1773.

### Conséquences
Parmi ses contemporains, la révolte d'Ali Bey contre la Porte suscite un vif intérêt en Occident où il passe pour un champion de la liberté contre le despotisme ottoman. La Gazette de France le présente comme « le Soudan (sultan) d'Égypte, le successeur des Pharaons, le libérateur de la Terre Promise et de La Mecque ». Au contraire, les Égyptiens, plus sensibles à leur appartenance religieuse que nationale, considèrent Ali Bey comme un traître à la cause musulmane. En montrant la fragilité du pouvoir ottoman au Proche-Orient, il contribue involontairement à préparer la conquête de l'Égypte par les Français en 1798.